# 拉菲尔·洛佩斯·戈麦斯
拉菲爾·盧比斯·高美斯（西班牙語：Rafael López Gómez，西班牙語發音：[rafaˈel ˈlopeθ ˈɣomeθ]，1985年4月9日—），通常稱為拉化（Rafa），是一名西班牙足球運動員，擔任後衛，現時效力西甲球會基達菲。

## 外部連結
- 西甲 拉化球員數據 （页面存档备份，存于） （西班牙文）